# Vincent Alfred Baron
Vincent Alfred Baron 
(Meximieux, 11 de junio de 1820 - París, 6 de mayo de 1892)
fue un actor y escultor francés.

## Datos biográficos
Llegó a París en 1835 con su padre, que era pintor. Después de cinco años dedicados a la pintura y la escultura, entró en el Conservatorio de París, debutó en 1841 en el Teatro del Odéon y luego actuó en varios teatros de París.
Después de una pausa de tres años, durante el cual trabajó sólo como escultor, entró a trabajar en el teatro de la Porte Saint-Martin, donde fue director técnico en 1853. En el Salón de París de 1848 presentó tres retratos en medallón: Rachel, Sansón, Beauvallet , que le valieron el reconocimiento general. Como actor, se distinguió por su gran maestría en la máscara.
Su hermana Delphine Baron (* 1828) casada en Lyon, desde 1844 con el escritor dramático Marc Fournier, fue también una actriz con talento conocida como dibujante y grabadora. 